# Atlético Clube da Malveira
O Atlético Clube da Malveira é um clube de futebol português sediado na vila e na antiga freguesia da Malveira, Município de Mafra, Distrito de Lisboa. O clube foi fundado por fusão em 1940.
O clube já teve participou por 19 vezes na Taça de Portugal e apenas por 2 vezes na II Divisão B.
Atualmente joga na 1ª divisão distrital da AF Lisboa.

## História
O Atlético Clube da Malveira nasceu da fusão do Grupo Desportivo Recreativo Os Malveirenses e a Orquestra Típica da Malveira, por insistência de Domingos Aníbal dos Santos e Rogério Pires, responsáveis pelo Grupo Desportivo e Recreativo Os Malveirenses.
Foi então numa Assembleia Geral realizada a 26 de abril de 1940, no Cine-Teatro Beatriz Costa, presidida por Miguel Ferreira Ferro, que nasceu o Atlético Clube da Malveira.
Alguns dos antigos presidentes do A.C.M. foram José Pinheiro, Júlio Machado, Manuel Luís, José Brito, Luís Marcelino, Nelson Picarete, Ernesto Ramalheiro, Henrique Ribeiro, entre outros.

### Palmarés[5]
- Pró-Nacional AFL: 2013/14
- Supertaça AFL: 2013/14

## Estádio
Estádio das Seixas (12 000 espectadores)
Campo José Alegre (1000 espectadores)